# Vila Pfeffer
Vila Pfeffer (také Vila Schwadron) je unikátní stavba umístěna ve vilové čtvrti pod bratislavským Slavín. Považuje se za jedno z nejvýznamnějších děl funkcionalisticky orientovaného architekta Fridricha Weinwurma a jeho ateliérového kolegy Ignáce Vécseiho. Z hlediska architektonických kvalit vilu Pfeffer mnozí odborníci přirovnávají k slavné brněnské Vile Tugendhat Miese van der Rohe.

## Filozofie
"Věčnost, kterou v rámci dnešní tvorby sledujeme, nám krok za krokem dokazuje myšlenkový pochod – vytvářet prvky

(Ať už jde o dveře, osvětlovací tělesa, podlahy, stěny, nábytek nebo samotný dům), které by na každého působily stejně věcně, prakticky a samozřejmě i esteticky." Fridrich Weinwurm, 1921

Projekt vily pro ředitele cukrovaru Diosek – Oskara Pfeffera vznikl v roce 1935. Weinwurm se při návrhu snažil o naplnění své filozofie strohé bílé krásy. Byl přesvědčen o tom, že "namísto krásy domu v maloměšťácké smyslu plném předsudků nastupuje nyní na domě i v něm nový typ krásy, který podmiňuje fungování vnitřního provozu".
A právě vnitřnímu provozu a dispozici přizpůsobil umístění okenních otvorů, tvarování hmoty i půdorysné řešení, které je volné. Tak navenek výrazově čistý a strohý architektonický útvar nabývá rostlé formy a je v souladu se strmějším terénem, do kterého je osazen.

## Architektonická dispozice

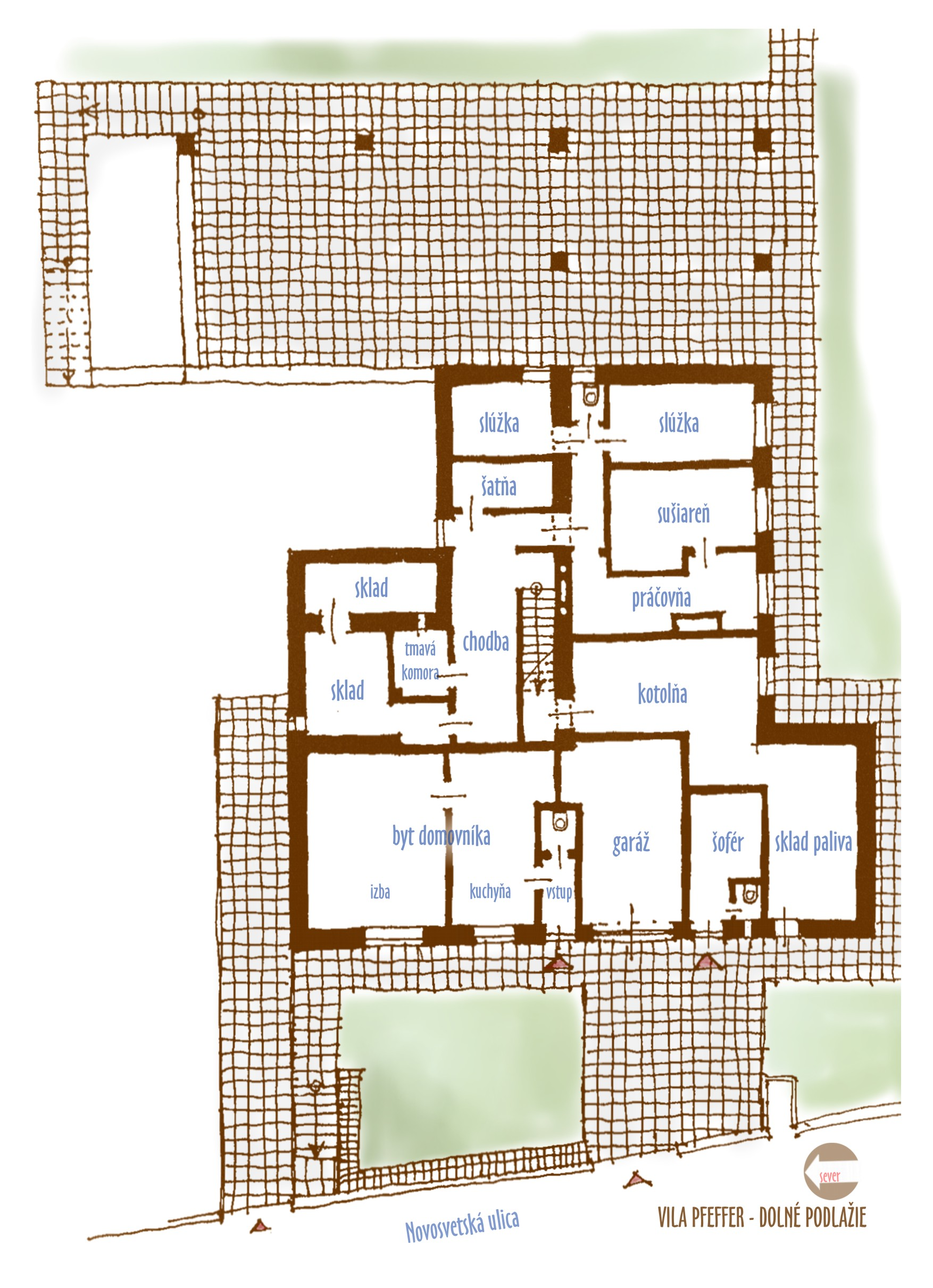
Půdorys dolního podlaží.
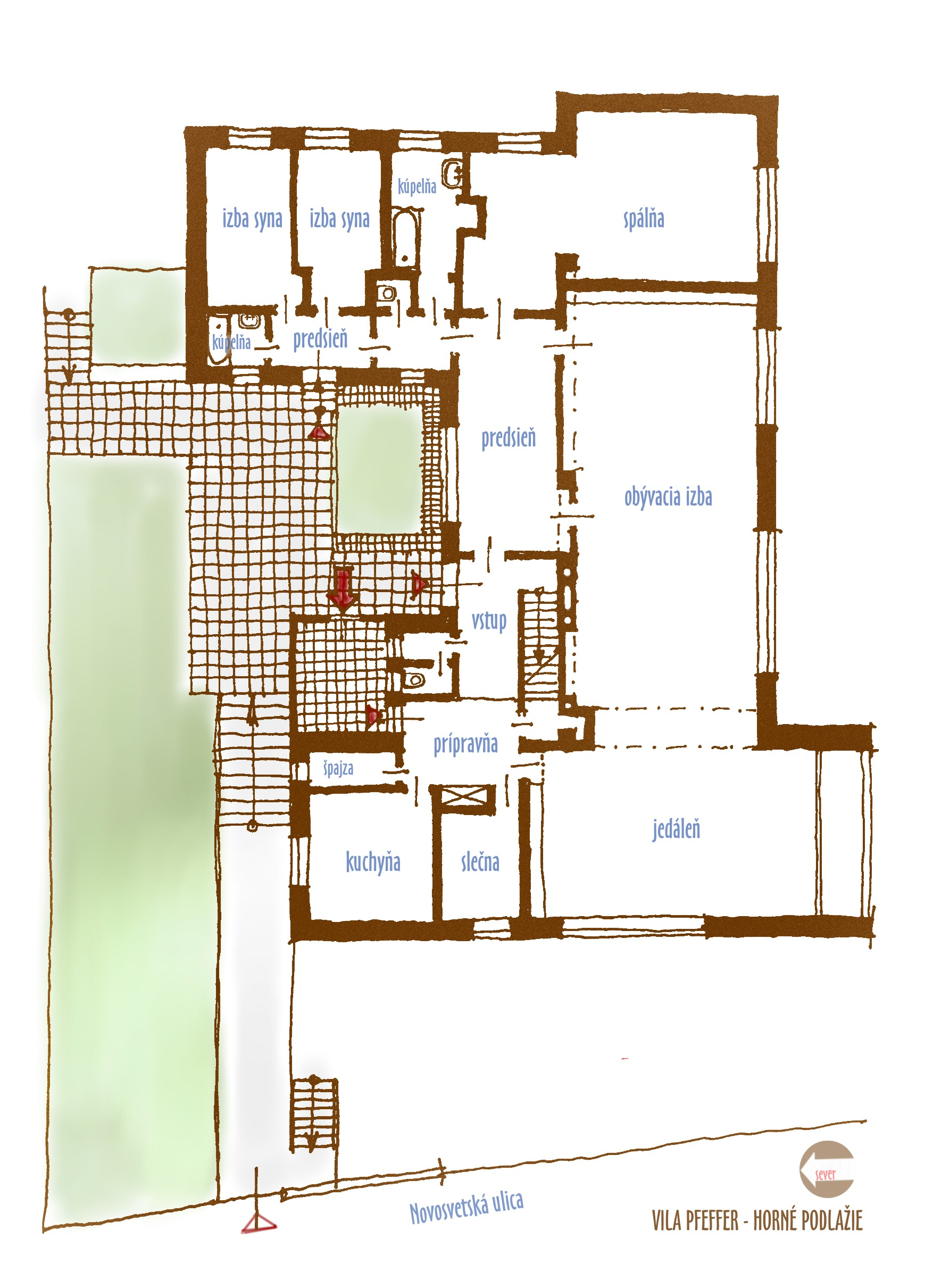
Půdorys horního podlaží.

Dům je dvoupodlažní, důsledně členěný podle "funkčních skupin do jakýchsi celků, od sebe vzdálených". Horní podlaží je pojato jako hlavní a slouží převážně bydlení majitele, spodní podlaží obsahuje prostory spojené s provozem domu. V půdorysném řešení je vnímatelný "volný funkcionalistický půdorys - plynoucí prostor, který je kombinován s pravoúhlými stěnami, vymezujícími soukromé prostory jednotlivých členů rodiny.
Hlavní vstupní podlaží  se skládá ze tří samostatně přístupných úseků.
V jižní části, orientované do zahrady, autor situoval denní zónu s navzájem propojenými místnostmi, na východ orientoval rodičovskou a dětskou ložnici. Sever byl určen pro služebnictvo a hospodářský provoz. Tyto tři úseky obklopovaly ze tří stran malý dvůr. Střešní terasu - vybavenou sprchou - zpřístupňovalo schodiště z předsíně.
Dolní podlaží obsahovalo byt domovníka, byt pro řidiče, garáž a další hospodářské prostory. Zajímavostí byla tmavá komora na vyvolávání fotografií. Propojení mezi podlažími se realizovalo schodišťovým ramenem se samostatným vstupem.
Východní část domu je na sloupech zvednutá nad terén, čímž vzniká v úrovni spodního podlaží příjemná překrytá terasa.
Ve vztahu k ulici je dům obrácen "zády" a hlavní fasádu s velkými okenními otvory obytných místností orientoval architekt do zahrady, čímž zajistil soukromí obyvatel.

## Konstrukční řešení
Z konstrukčního hlediska je vila kombinací železobetonového nosného skeletu a cihlového zdiva. Vertikální nosné prvky stavby charakterizují vnitřní prostor jako dispoziční a konstrukční dvojtrakt. Použitý sloupový nosný systém konstrukce podporuje myšlenku plynoucího otevřeného prostoru. Velké ústřední místnosti jsou navzájem propojeny a plynutí prostoru je ještě zdůrazněno obrovským oknem v jídelně a pásovými okny v centrálním obytném prostoru.

## Interiérové řešení
Řešením interiéru vily Pfeffer byl pověřen vídeňský architekt Ernst Schwadron. (Odtud pochází i alternativní označení stavby - Vila Schwadron). V interiéru byly použity hodnotné materiály. Interiér neměl charakter podobný vnějšímu ztvárnění domu, nepůsobil tak stroze.
Podobně jako iu jiných Weinwurmových děl, i zde je souhrn exteriérových znaků stavby (strohost, jednoduchost, a bezozdobná střízlivost "bělobou" svítících fasád) postaven do zásadního kontrastu s živějším interiérovým projevem (použití exkluzivních materiálů).

## Dnešní stav
V době svého vzniku patřila vila Oskara Pfeffera mezi nejluxusnější v Bratislavě. Do dnešních dob se však v původním stavu nezachovala. V sedmdesátých letech 20. století byla tato funkcionalistická stavba přestavěna bez zřetele na výjimečnost jejích architektonických hodnot. Dispoziční řešení bylo upraveno pro potřeby administrativy a ani vnější vzhled nezůstal nedotčený. Byly pozměněno několik dveřních a okenních otvorů a dnešní budova pouze torzovitě připomíná slavnou budovu ze starých fotografií.
V současnosti slouží budova ministerstvu vnitra SR a je v ní umístěno bratislavské Prezídium Policejního sboru pro Úřad boje proti korupci.